# Munnozia gigantea
Munnozia gigantea là một loài thực vật có hoa trong họ Cúc. Loài này được (Rusby) Rusby mô tả khoa học đầu tiên năm 1927.